# Angelgolf

Piktogramm des Angelgolfsports

Angelgolf (in der Anfangsphase auch mit dem Namen Fun-Golf oder Fun-Casting bezeichnet) ist eine Kombination von Castingsport und Golfen, die 2006 von dem Berliner Angler und Castingsportler Thorsten Waschnig erfunden wurde.

## Allgemeines

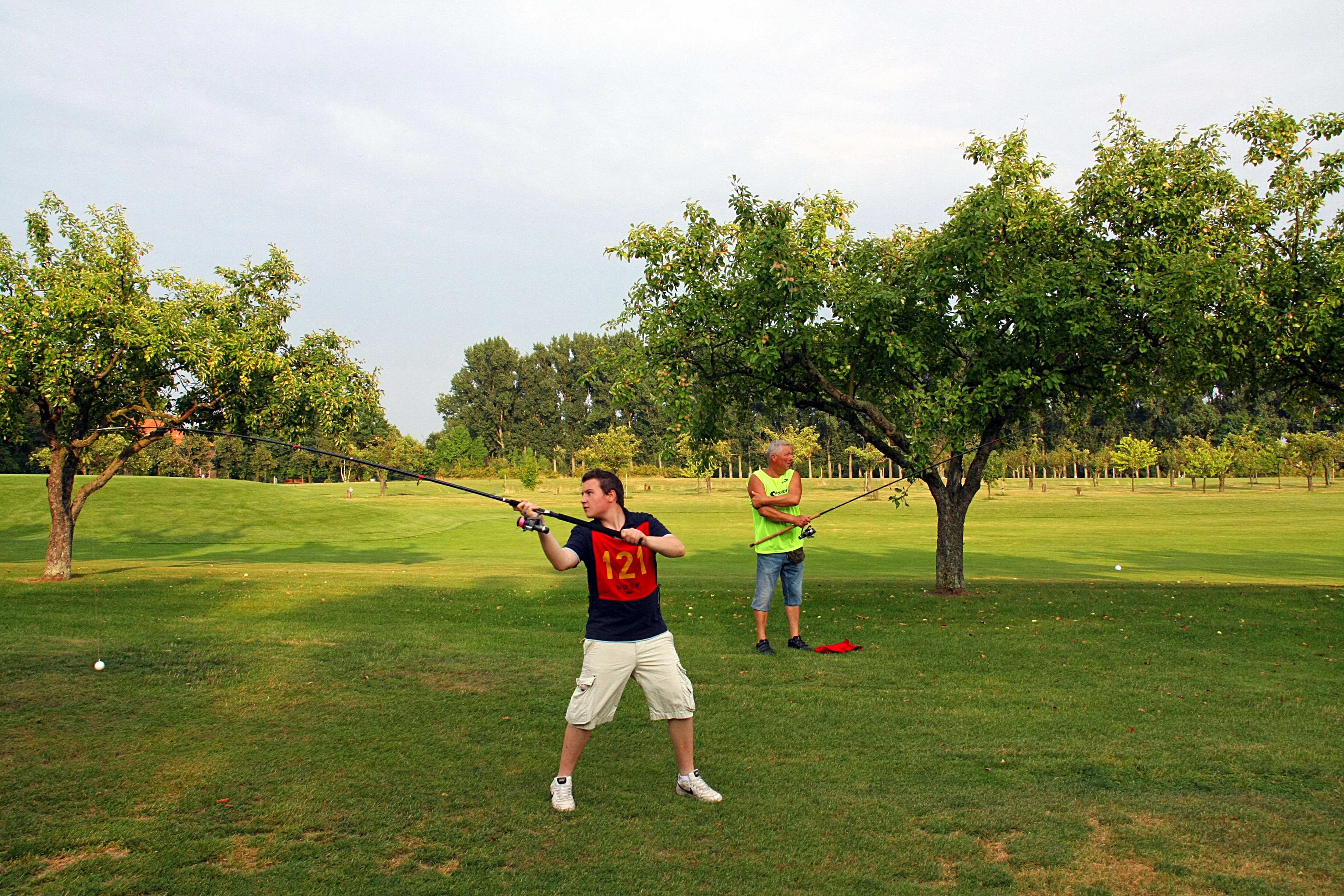
Angelgolfer beim Werfen während des Angelgolfturniers 2008

Beim Angelgolf wird der Angelgolfball (Golfball mit Befestigungsöse) nicht mit dem Golfschläger, sondern mit einer Angelrute über die Bahn ins Loch gespielt. Dabei werden die Würfe gezählt, die man je Bahn benötigt. Angelgolf wird auf 6-, 9- sowie 18-Loch-Golfplätzen gespielt.

## Das Sportgerät

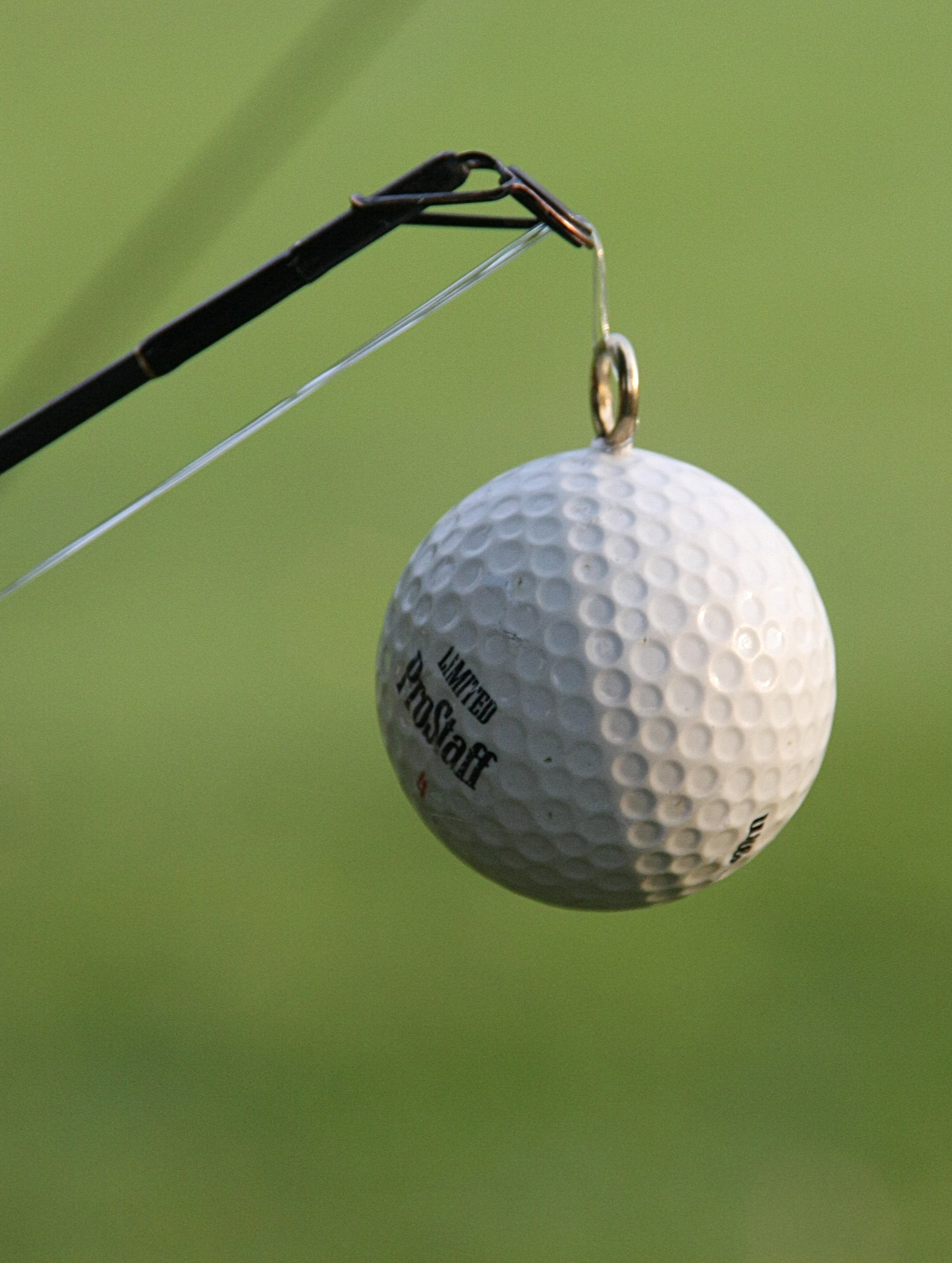
Ein Angelgolfball

Gespielt wird der Angelgolfball mit handelsüblichen Angelruten. Aufgrund des Ballgewichtes von rund 40 Gramm fällt die Rutenwahl in der Regel auf Karpfen- oder Brandungsruten. Als Schnur kommen normale Angelschnüre zum Einsatz. Die Entscheidung für geflochtene oder monofile Schnüre ist dem Spieler überlassen. Aus Sicherheitsgründen muss die Schnurstärke mindestens einen viertel Millimeter (0,25er) betragen. Eine dickere Schlagschnur als beim Brandungsangeln ist empfehlenswert.

## Turnierablauf
Bei Castingsportturnieren kommt es, je nach Teilnehmerzahl, zu längeren Wartezeiten zwischen den verschiedenen Wettkampfdisziplinen. Grund dafür ist der zur Verfügung stehende Platz, der nur eine begrenzte Anzahl von Wettkampfbahnen zulässt. Beim Angelgolf kann auf jeder Golfbahn eine Gruppe starten. Die Gruppengröße hängt von der Teilnehmerzahl und dem Können ab, sollte aber möglichst nicht über 5 Personen liegen. So können bis zu 80–100 Personen gleichzeitig spielen.
Im Jahr 2007 fand bereits das erste Angelgolfturnier im Berliner Umland statt. Damals noch auf einer größeren Wiese. 2008 fand das erste Turnier auf einem 9-Loch Golfplatz statt. Zu diesem Zeitpunkt war der Sport bereits über den Brandenburger Raum hinaus bekannt und es konnten unter anderem auch Sportler aus Rheinland-Pfalz begrüßt werden.